# Suljuktocossus prosboloides
Suljuktocossus prosboloides  (лат.) — ископаемый вид цикадовых полужесткокрылых насекомых рода Suljuktocossus (семейство Palaeontinidae). Обнаружен в юрских отложениях Таджикистана: (Sulyukta, плинсбахский ярус, возраст около 185 млн лет).

## Описание
Крупного размера ископаемые полужесткокрылые, которые были описаны по отпечаткам, длина переднего крыла 45,0 мм, ширина 20,0 мм.
Вид Suljuktocossus prosboloides был впервые описан в 1949 году советским палеоэнтомологом Беккер-Мигдисовой Е. Е. вместе с видами Suljuktaja turkestanensis и другими.
Таксон Suljuktocossus prosboloides включён в состав рода Suljuktocossus Becker-Migdisova 1949 вместе с видами Suljuktocossus coloratus Wang et al. 2006, Suljuktocossus yinae, Suljuktocossus chifengensis.